# Kyle Edwards
Kyle Lyndon Adonis Sanchez Edwards (Barrouallie, San Vicente y las Granadinas; 15 de enero de 1997) es un futbolista sanvicentino. Juega de delantero y su equipo actual es el Hartford Athletic de la USL Championship estadounidense. Es internacional absoluto por la selección de San Vicente y las Granadinas desde 2014.

## Trayectoria
Edwards comenzó su carrera en el System 3 de su país, y en el Grenades FC de la Primera División de Antigua y Barbuda. Entre 2016 y 2017 jugó soccer universitario para los Ranger College Rangers y los UTRGV Vaqueros. Durante esta etapa, jugó para los clubes amateur del Houston Dutch Lions y el Brazos Valley Cavalry.
Firmó su primer contrato el 7 de enero de 2020 con el Rio Grande Valley FC, y el 13 de enero de ese año fue seleccionado por los Houston Dynamo en el puesto 86 del SuperDraft de la MLS 2020.
El 7 de diciembre de 2022, Edwards fichó con el Hartford Athletic de la USL Championship.

## Selección nacional
Debutó por la selección de San Vicente y las Granadinas el 5 de septiembre de 2014 ante Anguila.

## Clubes
| Club                  | País                         | Año           |
| --------------------- | ---------------------------- | ------------- |
| System 3              | San Vicente y las Granadinas | 2013-2015     |
| Grenades FC           | Antigua y Barbuda            | 2015-2017     |
| System 3              | San Vicente y las Granadinas | 2017          |
| Houston Dutch Lions   | Estados Unidos               | 2018          |
| Brazos Valley Cavalry | Estados Unidos               | 2019          |
| Rio Grande Valley FC  | Estados Unidos               | 2020-2021     |
| Houston Dynamo 2      | Estados Unidos               | 2022          |
| Hartford Athletic     | Estados Unidos               | 2023-presente |